# 애시드 록

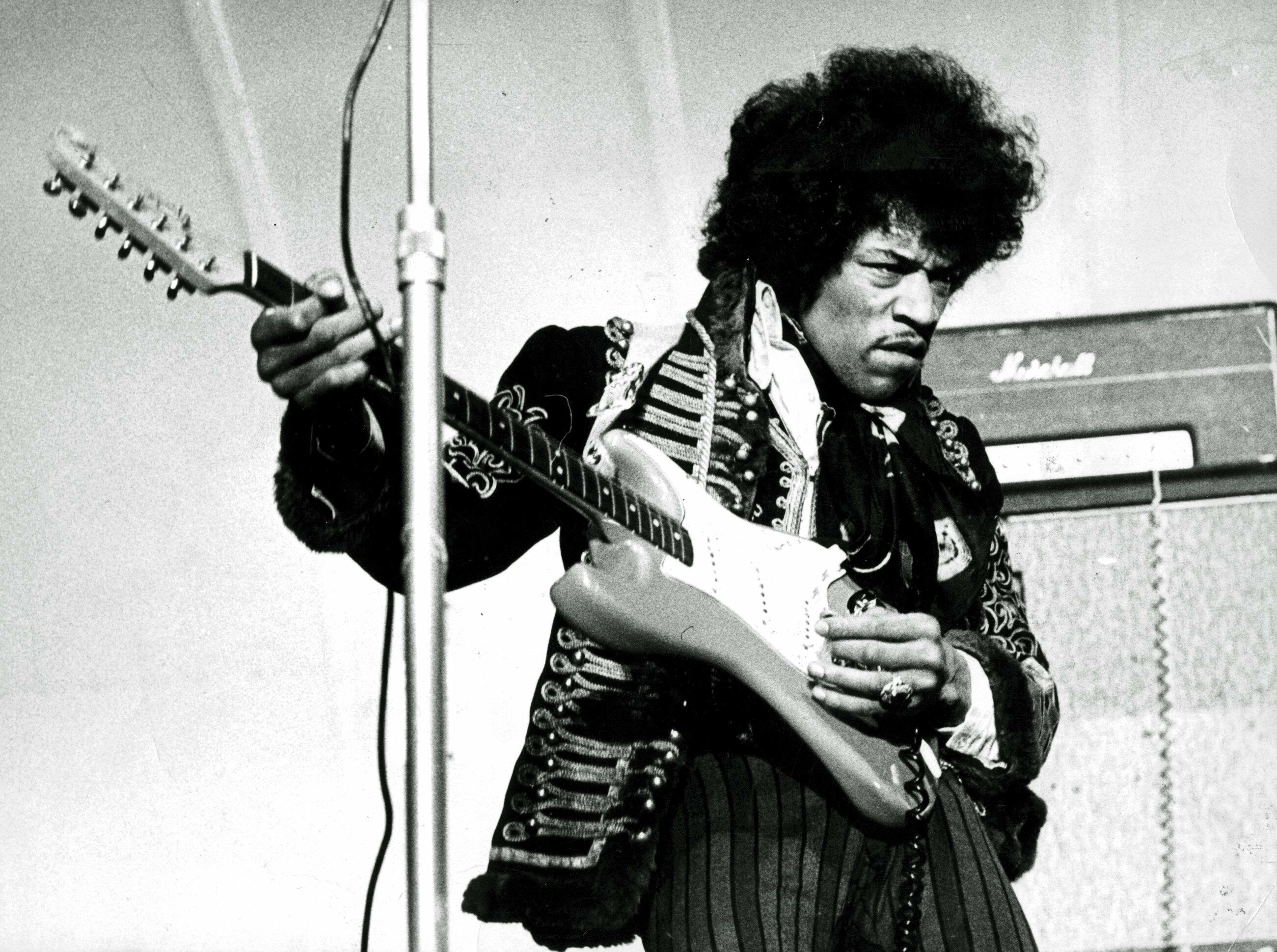

애시드 록(영어: Acid rock, 가끔 사이키델릭 록과 동일 취급하기도 함)은 보통 록 음악의 한 형태로 1960년대 중반 개러지 펑크에서 발전하여 사이키델릭 하위문화를 형성하는 데 도움을 준 장르이다. 애시드 록의 스타일은 보통 헤비, 디스토션이 들어간 기타, 약물이 들어간 가사, 그리고 즉흥적으로 잼을 한다는 특징이 있다. 보통 60년대 펑크, 프로토 메탈, 그리고 초기 헤비 음악 중 블루스가 들어간 하드 록과 많은 스타일이 겹치기 때문에 다른 장르와의 차별점은 미미하다. 애시드 록 음악을 했던 유명한 음악가로는 딥 퍼플, 크림, 그레이트풀 데드, 산타나, 재니스 조플린, 제퍼슨 에어플레인, 도어스, 지미 헨드릭스 익스피리언스, 아이언 버터플라이, 블랙 사바스, 1960년대 말의 앨리스 쿠퍼 등이 있다.

### 내용주
1. ↑  "사이키델릭 록"은 애시드 록과 동의어나 유의어로 쓰이기도 한다.[8]

## 서적
- Knowles, Christopher (2010). 《The Secret History of Rock 'n' Roll》. Cleis Press. ISBN 978-1-57344-405-7.
- Hoffmann, Frank, 편집. (2004). 《Encyclopedia of Recorded Sound》. Routledge. ISBN 0-415-93835-X.
- Nagelberg, Kenneth M. (2001). 〈Acid Rock〉.   Browne, Ray Broadus; Browne, Pat. 《The Guide to United States Popular Culture》. University of Wisconsin Press. 8쪽.
- Fletcher, Amy L. (2012). 〈Acid Rock〉.   Debolt, Abbe A.; Baugess, James S. 《The Guide to United States Popular Culture》. 1: A–M. Popular Press. 7–8쪽. ISBN 978-0-313-32944-9.
- Hall, Mitchell K. (2014). 〈Chapter 4: Psychedelia〉. 《The Emergence of Rock and Roll: Music and the Rise of American Youth Culture》. Routledge. ISBN 978-0-415-83312-7.